# Rozela
Rozela est un cultivar de pommier domestique.

## Origine
Europe, Tchéquie.
Obtenue par l'équipe de l'Institut de botanique expérimentale de Prague.

## Description
Calibre: moyen à gros.
Pelure: rouge avec de petites lenticelles.

## Parenté
Croisement naturel: Vanda x Bohemia

## Pollinisation
- Variété diploïde [2]
- Groupe de floraison: B-C

## Maladies
Résistance génétique aux races communes de tavelure (Vf)

## Culture
La résistance de ce cultivar aux races communes de tavelure le prédispose à une culture avec peu ou pas de fongicides, comme dans les petits jardins familiaux.
- Maturité : fin septembre
- Consommation : 2 semaines après cueillette
- Conservation : au fruitier, jusque fin avril